# Hotel Pullman Bucarest
El Hotel Pullman Bucarest es un edificio de hotel situado en la ciudda de Bucarest, la capital de Rumania. Cuenta con 12 plantas y una superficie de 18.000 metros cuadrados. El edificio está conectado con el centro mundial de comercio local (World Trade Center). El edificio del hotel anteriormente operaba bajo la marca Sofitel. Su construcción comenzó en 1992 y concluyó en 1994 y una altura de 52 metros.